# Kastvrå
Kastvrå er en landsby i Sommersted Sogn 2 km sydøst for Sommersted.
Ved genforeningsvalget 10. februar 1920 afgav 122 som noget enestående alle deres stemmer for en genforeningen med Danmark.
Kastvrå havde station på Haderslev-Skodborg-banen 1905-1933.

## Reference
1. ↑  Genforeningsfest i Kastvrå - Genforeningen 2020 (Webside ikke længere tilgængelig)

|  | Denne artikel om lokaliteten Kastvrå kan blive bedre, hvis der indsættes et (bedre) billede. Du kan hjælpe ved at afsøge Wikimedia Commons for et passende billede eller lægge et op på Wikimedia Commons med en af de tilladte licenser og indsætte det i artiklen. |

55°18′30″N 9°20′28″Ø / 55.3083°N 9.3411°Ø